# Asesinato de Desirée Mariottini
El asesinato de Desirée Mariottini fue un homicidio cometido en Roma en la noche del 18 al 19 de octubre de 2018. Desirée Mariottini era una adolescente de 16 años de edad. Fue violada y asesinada. Fueron arrestados y juzgados cuatro hombres como autores de los delitos.
El hecho provocó la reacción del ministro del interior Matteo Salvini que dispuso de 250 efectivos policiales y carabineros más en Roma. El Presidente del Parlamento Europeo Antonio Tajani también se refirió al hecho, expresando la necesidad de más controles en la ciudad y mayor presencia policial. Además los habitantes de Roma se movilizaron pidiendo «justicia por Desirée» y protestando contra el deterioro de la ciudad y contra la administración de la alcaldesa Virginia Raggi.

## Asesinato e investigación
El 17 de octubre de 2018, Mariottini perdió el último autobús y no pudo volver a su casa. Mariottini fue drogada y abusada sexualmente en un edificio abandonado en el distrito de San Lorenzo en Roma. Según investigaciones, la víctima ya había frecuentado el edificio un mes antes. Mientras se encontraba inconsciente fue violada en múltiples ocasiones por varios individuos. De acuerdo con la investigación llevada a cabo por la policía de Roma y por la estación de policía de San Lorenzo, habría tomado drogas —una mezcla de psicofármacos-, durante la tarde del 18 de octubre, falleciendo horas más tarde en la madrugada del 19 de octubre.
Muriel, un testigo congoleño, afirmó que Mariottini llegó al edificio en busca de cualquier sustancia que pudiese mitigar su abstinencia y le pidió a este que le inyectara heroína, a lo que él se negó. Según otros testigos, cuando la joven se encontraba todavía con vida los agresores increparon a quien intentara ayudarla: «Mejor muerta ella que nosotros en la cárcel».
El 25 de octubre se arrestó por el asesinato a dos individuos: Mamadou Gara de 26 años y Brian Minteh de 43, ambos provenientes de Senegal que vivían ilegalmente en Italia. Ambos fueron acusados de violencia sexual en grupo, posesión de drogas y homicidio voluntario. Los criminales fueron identificados tras una serie de testimonios e investigaciones llevadas a cabo en el edificio donde se encontró el cuerpo. La policía buscaba otros dos hombres relacionadas con el asesinato. Más tarde, se arrestó a Alinno Chima de 40 años, proveniente de Nigeria. El 26 de octubre se realizó un cuarto arresto, Yusif Salia de Gambia.

### Autopsia
La autopsia confirmó que Desirée Mariottini era virgen al momento de la violación, y determinó la causa de su muerte por paro cardiorrespiratorio.

## Consecuencias
Mariottini fue sepultada el 30 de octubre en Cisterna di Latina en una ceremonia a la que asistieron cientos de personas. La alcaldesa de Roma Virginia Raggi lo declaró un día de luto.

### Visita del ministro Matteo Salvini al escenario del crimen
El 24 de octubre de 2018, el ministro del interior Matteo Salvini, líder de la Liga Norte, estuvo en el edificio abandonado donde se halló el cuerpo de la joven. Salvini quiso escenificar su receptividad al suceso colocando una rosa en el exterior del edificio, sin embargo, activistas de San Lorenzo, un distrito tradicionalmente de izquierda, se lo impidieron y lo acusaron de «explotar el asesinato de una adolescente». Salvini regresó más tarde y colocó flores frente a la puerta. Otros habitantes del barrio recibieron con aplausos a Salvini.

### Pronunciamiento del Presidente del Parlamento Europeo Antonio Tajani
El Presidente del Parlamento Europeo Antonio Tajani declaró que la tragedia de Mariottini debía de ser la última que sucediese en Italia y en Roma.

### Medidas de la alcaldesa de Roma
La alcaldesa de Roma Virginia Raggi decidió declarar el día del funeral de Desirée Mariottini como un día de luto local. También manifestó la intención del ayuntamiento de demoler el edificio. En una publicación en línea, expresó que como alcaldesa y como mujer no podía tolerar ese delito, refiriéndose a él como un «crimen atroz».
En la tarde del 25 de octubre de 2018, se organizó una procesión por parte de los habitantes de San Lorenzo pidiendo «justicia por Desirée».
El 27 de octubre, ciudadanos de Roma protestaron en contra del deterioro de la ciudad, donde algunas zonas como Via Dei Lucani 22 (donde ocurrió el incidente) estaban abandonadas, víctimas del descuido y de los traficantes de drogas.